# Polydipsi
Polydipsi är ett medicinskt symtom av överdriven törst. Ordet kommer från grekiskans poly, 'mycket' och dipsia, 'törst', och är etymologiskt besläktat med dipsomani, vilket är en eufemism för alkoholism.
Polydipsi är ett vanligt symtom vid diabetes, och brukar vara det första tecknet på sjukdomen och på att behandlingen inte fungerar tillfredsställande. Det förekommer också vid förändringar i vätskebalansen och saltbalansen, hypokalemi, minskad blodvolym, och som biverkning av läkemedel eller vätskedrivande medel. Det kan vidare vara ett symtom på förgiftning av antikolinergika eller zinkbrist.
En särskild variant av polydipsi är psykogen polydipsi. Psykogen polydipsi kan förekomma vid schizofreni eller utvecklingsstörning.
Polydipsi kan leda till vattenförgiftning, polyuri eller lindrigare störningar i vattenbalansen.
Vid värmeböljor är det normalt att oftare vara törstig för att kroppen behöver kompensera vätskeförlusten som kommer av svettning. Dock bör inte alltför stora mängder vatten intas vid ett och samma tillfälle.